# Nicolas Durand de Villegagnon
Nicolas Durand de Villegagnon ili Villegaignon (Seine et Marne, Francuska, 1510. – Beauvais, Francuska, 9. siječnja, 1571.) je bio francuski pomorski časnik (viceadmiral Bretanje), koji je pokušao pomoći nekatoličkim Francuzima, izbjeći progone tako što ih je naselio u Brazil, gdje je osnovao francusku koloniju Francuski Antarktik.
Villegaignon je bio vojnik, znanstvenik, istraživač, avanturist i poduzetnik. Borio se protiv gusara u Mediteranu i sudjelovao u nekoliko ratova. Zapovijedao je francuskom flotom koja je otela Mary I. od Škotske, staru 5 godina, jer je obećala da će se udati za francuskog prijestolonasljednika.
Ipak, u povijest je ušao kao osnivač neuspješne kolonije Francuski Antarktik, invazijom na mjesto današnjeg Rio de Janeira, 1555. godine. S flotom od 600 vojnika i kolonista, uglavnom francuskih protestanata, a poslije i švicarskih kalvinista koji su bili nezadovoljni katoličkim progonima u Europi. Također je želio osigurati stalnu bazu za trgovinu drveta pernambuco, koje je služilo u proizvodnji crvene boje, kao i čvrsto drvo za izgradnju. Francuski Antarktik je trebala biti i baza za istraživanje ruda i dragog kamenja u planinama u unutrašnjosti.
Poslije bitaka protiv Portugalaca, francuske koloniste je pobijedio Estácio de Sá 20. siječnja, 1567. godine. U to vrijeme Villegagnon se vratio u Francusku (točnije 1557. godine). Pred samu smrt je prihvatio katoličku vjeru. Umro je 9. siječnja, 1571. godine u Francuskoj, u mjestu Beauvais.